# Cầu diệp đỏ
Cầu diệp đỏ hay cầu diệp san hô, lan lọng hiếm (danh pháp hai phần: Bulbophyllum corallinum) là một loài phong lan thuộc chi Bulbophyllum. Đây là loài bản địa của tỉnh Vân Nam (Trung Quốc) và của Myanma, Thái Lan, Việt Nam.